# Érico Schroll
Érico Schroll é um político brasileiro residente em Guapimirim no estado do Rio de Janeiro.
Atualmente é vereador, exercendo o terceiro mandato consecutivo. No início de 2009, Érico foi passou por brigas políticas pela presidência da Câmara Municipal de Guapimirim.